# 矢羽田美翔
矢羽田 美翔（やはた みう、2006年1月30日 ‐ ）は、日本の女優。福岡県生まれ。

## 経歴・特技
- 2024年　officemovie所属
- 小学1年生の頃から9年間ミュージカルクラブで ミュージカルを始める。
- マシェバラ、ミクチャで配信。
- 習字・毛筆七段・硬筆五段[1]
- 2024年　芸能プロダクション　clovers　castに所属。https://www.clovers-entertainment.org/

## 出演

### ラジオ
- FM KITAQ「夜はウラの顔」 - ゲスト出演
- NOWスタラジオ 第11回 - ゲスト出演
- レインボータウンFM「プレアパのドラマ研究所」
- FMKITAQ 「愛ドリ情報局拡大版」
- FMひびき 「Dreamin SUNDAY」 - パーソナリティ
- コミテン　FM 77.7　365radio

### MV
- MV「ODORIDAS」

### ドラマ
- WEBドラマ「ゴードン探偵事務所」第7話 - 今野奈々 役
- ショートドラマ「NEKOKOI」 - 美緒 役

### 映画
- 映画「侍タイムスリッパー」 - 録音係 見習い 役
- 映画「猫と私ともう一人の猫」 - 大空美音 役
- 映画「ドライブタクシー」　- 美翔 役

### TV
- NHK連続テレビ小説「おむすび」第三回～　川島八重 役